# Баран Романна Романівна
Романна Романівна Бара́н (нар. 5 січня 1953, Калуш) — українська писанкарка та мистецтвознавиця. Членкиня Національної спілки майстрів народного мистецтва України з 1992 року.

## Біографія
Народилася 5 січня 1953 року в місті Калуші (нині Івано-Франківська область) в родині фотохудожника Романа Барана. 1970 року закінчила відділення архітектури Львівського політехнічного інституту. З 1983 року завідувала відділом кераміки Музею народного мистецтва Гуцульщини та Покуття імені Йосафата Кобринського у Коломиї.

## Творчість
Виготовила серію писанок на трипільські мотиви, використовуючи сакральну символіку. З 1992 року бере участь в обласних, всеукраїнських мистецьких виставках. Серед мистецтвознавчих робіт:
- Кераміка родини Кахнікевичів: Каталог виставки. Івано-Франківськ, 1989;
- Кераміка, вироби з сиру // Коломиївський музей народного мистецтва Гуцульщини та Покуття: Альбом. Київ, 1991;
- Коломия — центр гончарства // Народний дім. 1993. № 1;
- Використання орнаментики та сюжетних мотивів у гуцульських кахлях // Народний дім. № 2;
- До проблеми формування українського національного стилю у кераміці // Животоки. 1994;
- Коломийська гончарна школа // Історія Коломиї. Коломия, 1996.

Авторка сценарію телефільму «Коломийщина — центр гончарства» (1990, режисер О. Пономаренко); статей до Енциклопедії сучасної України.